# Sund-Julös naturreservat
Sund-Julös naturreservat är ett naturreservat i Tierps kommun i Uppsala län.
Området är naturskyddat sedan 2007 och är 149 hektar stort. Reservatet består av gammal barrskog, öppnare myrmarker och sumpskogar.